# Philip J. Corso
Philip James Corso (22 tháng 5, 1915 – 16 tháng 7, 1998) là một sĩ quan quân đội Mỹ. Ông phục vụ trong Lục quân Hoa Kỳ từ ngày 23 tháng 2 năm 1942 đến ngày 1 tháng 3 năm 1963, và được phong quân hàm trung tá. Corso đã xuất bản The Day After Roswell vào năm 1997, kể về việc ông bị tố cáo liên quan đến nghiên cứu công nghệ ngoài hành tinh được phục hồi từ Sự cố UFO tại Roswell năm 1947. Ngày 23 tháng 7 năm 1997, ông là khách mời trong chương trình radio đêm khuya nổi tiếng Coast to Coast AM với Art Bell để kể trực tiếp về câu chuyện Roswell của mình. Cuộc phỏng vấn này được Coast to Coast AM phát sóng lại vào ngày 3 tháng 7 năm 2010.

## Tiểu sử

### Binh nghiệp
Sau khi gia nhập quân đội năm 1942, Corso phục vụ cơ quan Tình báo Lục quân ở châu Âu, trở thành chỉ huy Quân đoàn Phản gián ở Roma. Năm 1945, Corso đã sắp xếp cho lối đi an toàn của 10.000 người tị nạn Do Thái trong Thế chiến II ra khỏi Roma đến Lãnh thổ Ủy trị Palestine thuộc Anh. Ông là phái viên mật của Giovanni Battista Montini tại Vatican, về sau là Giáo hoàng Paul VI, trong thời kỳ khi mà "Con đường chuột phát xít Đức" hoạt động mạnh nhất.
Trong Chiến tranh Triều Tiên (1950–1953), Corso đã thực hiện các nhiệm vụ tình báo dưới quyền Tướng Douglas MacArthur với tư cách là Trưởng phòng Dự án Đặc biệt của Phòng Tình báo, Bộ Tư lệnh Viễn Đông. Một trong những nhiệm vụ chính của ông là theo dõi các trại tù binh chiến tranh (POW) của kẻ thù ở Bắc Triều Tiên. Corso chịu trách nhiệm điều tra số lượng tù binh ước tính của Mỹ và các tù binh khác của Liên Hợp Quốc được tổ chức tại mỗi trại và cách đối xử của họ.
Tại các phiên điều trần sau đó vào năm 1992 của Ủy ban Đặc biệt về các vấn đề POW/MIA của Thượng viện Hoa Kỳ, Corso đã cung cấp lời khai đầu tiên, rằng hàng trăm tù binh Mỹ đã bị bỏ rơi tại các trại này. Tại các phiên điều trần đó, Thượng nghị sĩ John McCain (R-AZ) đã bác bỏ các cáo buộc không có giấy tờ và không được chứng thực do Corso đưa ra là cực kỳ khó tin. McCain ngụ ý rằng Corso đã phạm tội bịa đặt sự thật và về cơ bản chấm dứt lời khai được Corso đưa ra ngay sau khi bị khiển trách bằng lời lẽ nghiêm khắc trên truyền hình trực tiếp. McCain tuyên bố rằng kiến thức của mình thu được từ những người có mối quan hệ cá nhân với Eisenhower khiến ông tin rằng Eisenhower chỉ không có khả năng cho phép tù binh Mỹ được biết đến bị giam giữ sau khi chấm dứt Chiến tranh Triều Tiên.
Corso là sĩ quan tham mưu trong Hội đồng An ninh Quốc gia của Tổng thống Eisenhower trong bốn năm (1953–1957).
Năm 1961, ông trở thành Trưởng phòng Công nghệ Đối ngoại của Lầu Năm Góc về Nghiên cứu và Phát triển Quân đội, làm việc dưới quyền của Trung tướng Arthur Trudeau.

### The Day After Roswell

Bìa cuốn sách The Day After Roswell

Trong cuốn sách The Day After Roswell (tạm dịch: Những ngày sau Roswell, đồng tác giả William J. Birnes), Corso tuyên bố ông đã đảm nhận việc quản lý các di vật có nguồn gốc ngoài hành tinh được phục hồi sau một vụ tai nạn gần Roswell, New Mexico, vào năm 1947.
Corso nói rằng một nhóm chính phủ bí mật đã được tập hợp dưới sự lãnh đạo của Đô đốc Roscoe H. Hillenkoetter, Giám đốc Tình báo Trung ương đầu tiên (xem Majestic 12). Trong số các nhiệm vụ của nhóm này chính là thu thập tất cả thông tin về công nghệ ngoài hành tinh. Chính phủ Mỹ đồng thời tránh đề cập đến sự tồn tại của đĩa bay trong mắt công chúng, Corso nói.
Theo Corso, kỹ nghệ đảo ngược của các món đồ này gián tiếp dẫn đến sự phát triển của các thiết bị chùm hạt gia tốc, sợi quang, laser, chip mạch tích hợp và vật liệu Kevlar.
Trong cuốn sách, Corso tuyên bố Sáng kiến Phòng thủ Chiến lược (SDI), hay "Chiến tranh giữa các vì sao", nhằm đạt được khả năng phá hủy hệ thống dẫn đường điện tử trong các đầu đạn của kẻ thù sắp tới, cũng như vô hiệu hóa tàu vũ trụ của kẻ thù, bao gồm cả những phi thuyền có nguồn gốc ngoài Trái Đất.

### Cái chết
Corso qua đời vì một cơn đau tim vào ngày 16 tháng 7 năm 1998.

## Gallery

### Cá nhân

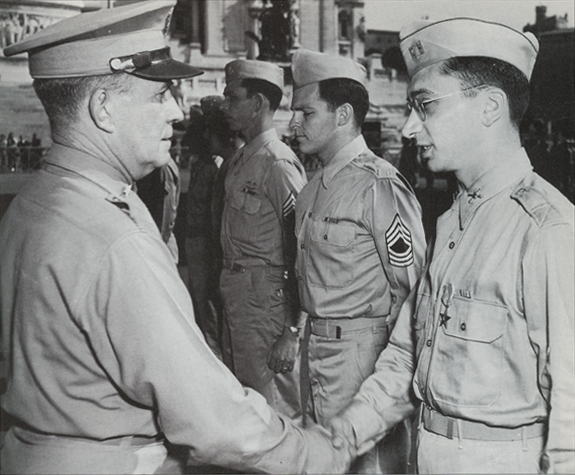
Ở Roma, 1945
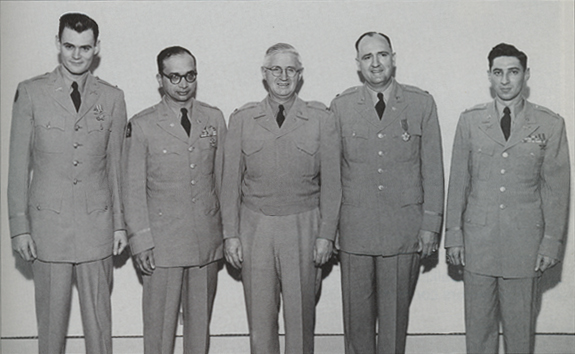
Ở Tokyo, 1953
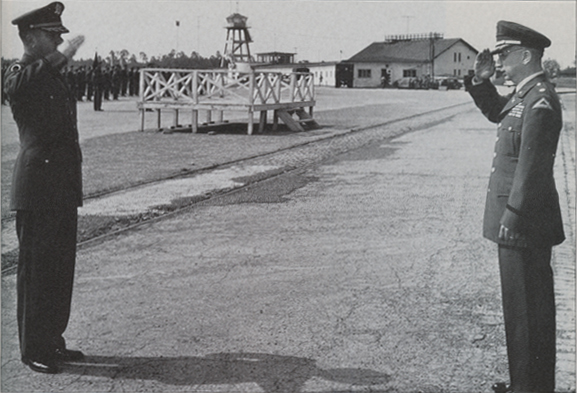
Ở Đức, 1960

### Hồ sơ

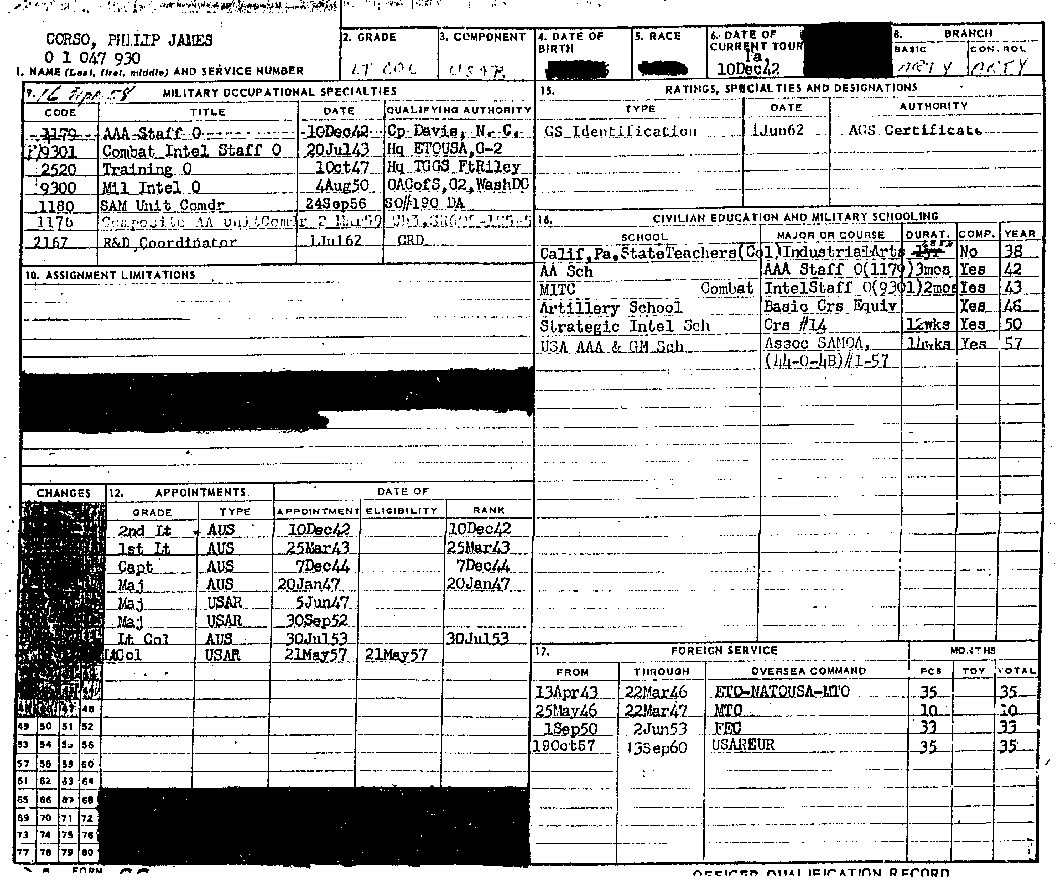
DA Tờ 66 (trang 1)
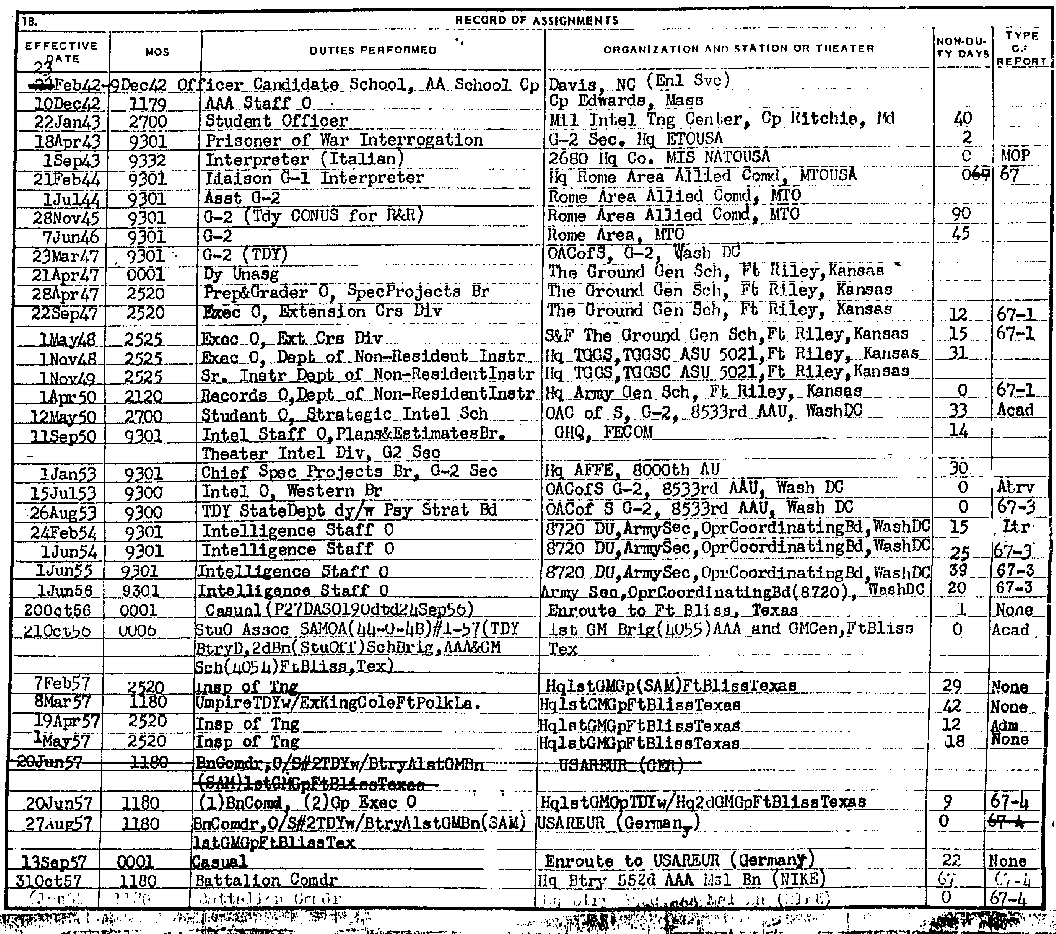
DA Tờ 66 (trang 2)
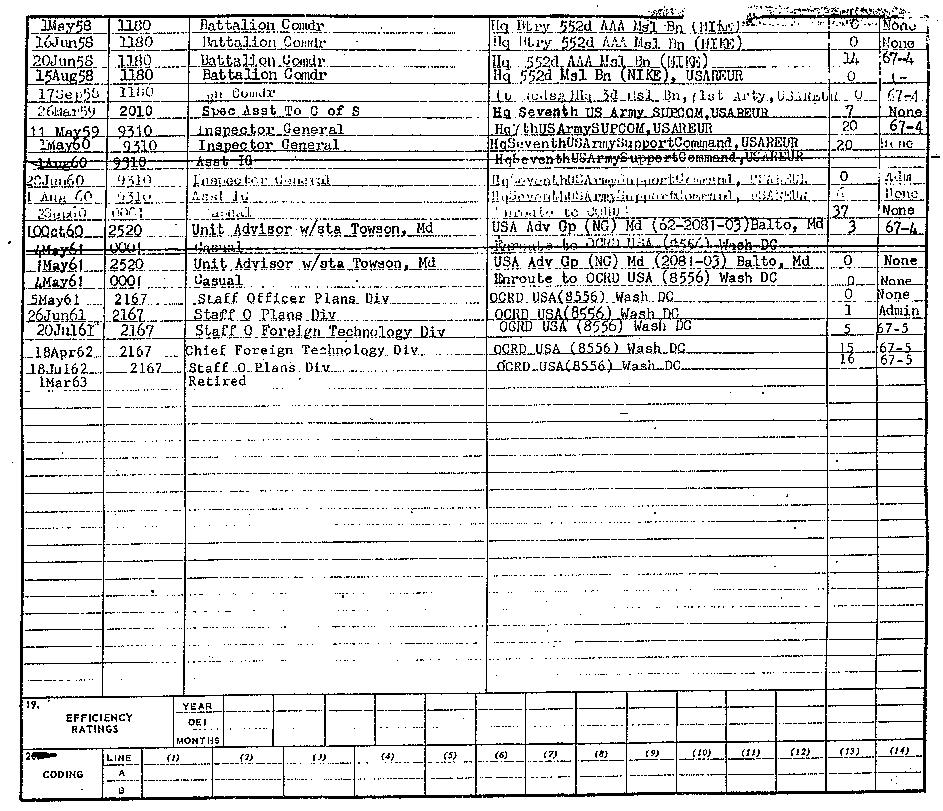
DA Tờ 66 (trang 3)
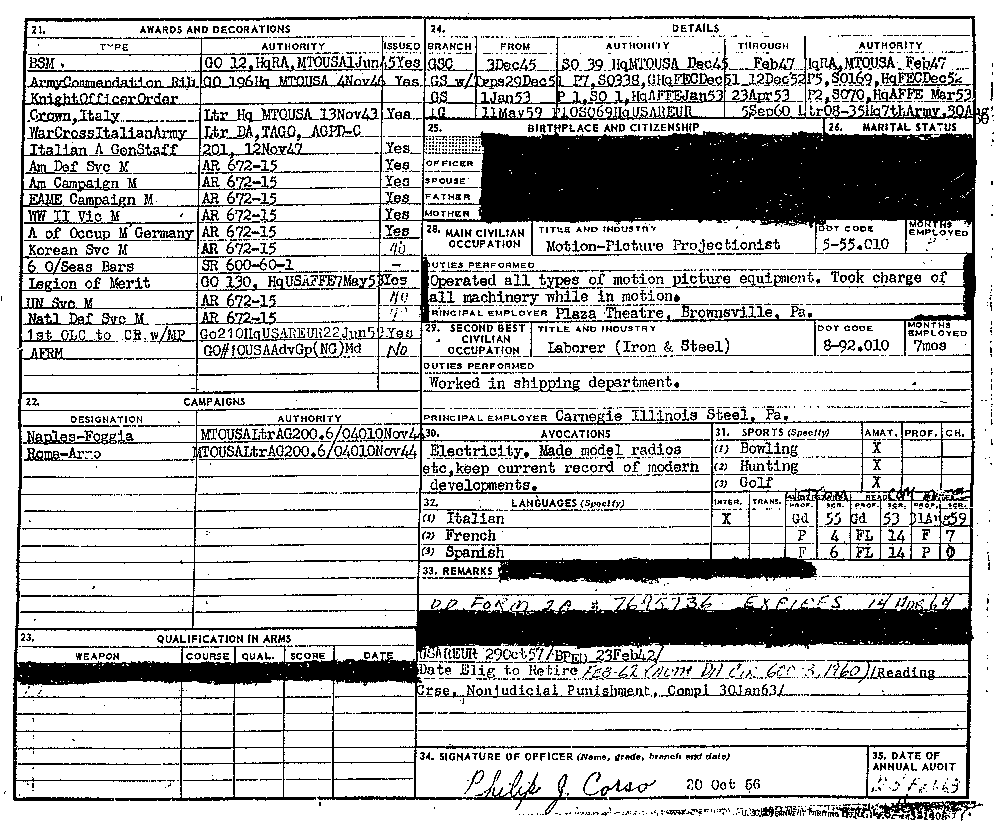
DA Tờ 66 (trang 4)
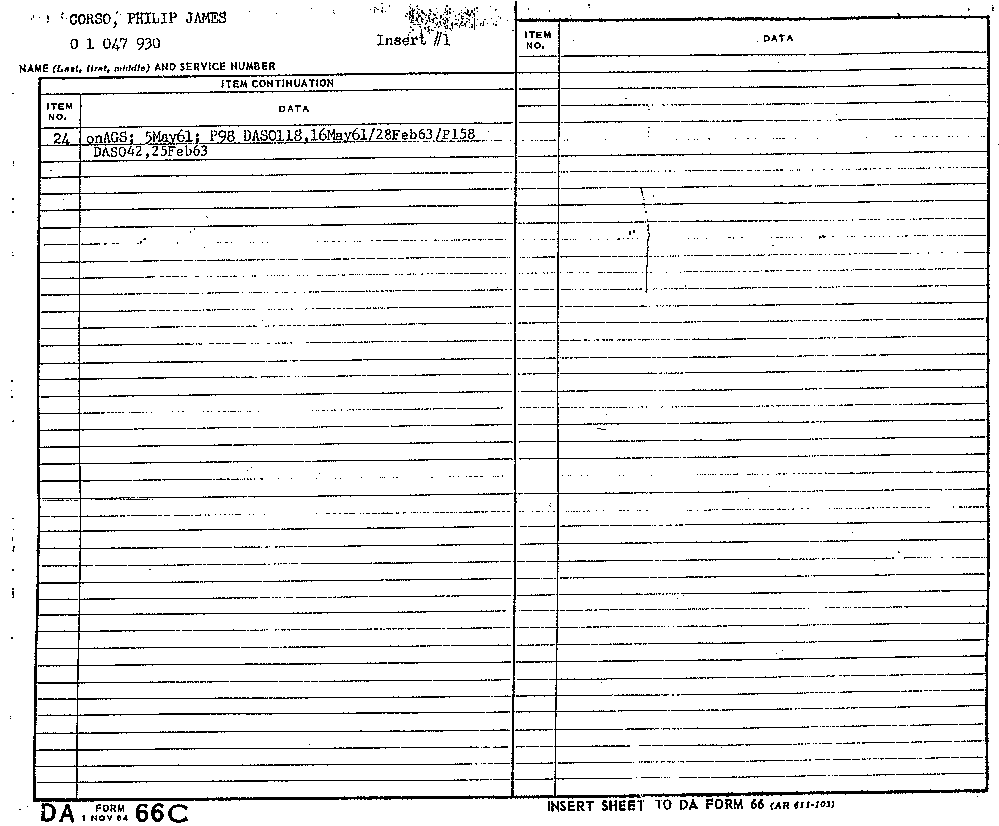
DA Tờ 66 (trang 5)

Số dịch vụ của ông ấy trên thẻ id là 01047930 như được hiển thị trên TV.

### Video
- Disclosure Project - Extraterrestrial Contact and Close Encounter: Part 2 - 2001
- Dateline (NBC) - Claims of Close Encounters and Cover Ups trên YouTube - 1997
- Coast to Coast AM - Radio Interview with Art Bell trên YouTube - ngày 23 tháng 7 năm 1997